# カラール (航空機)
カラール
- 用途：爆撃機、攻撃機
- 分類：無人攻撃機
- 製造者：
- 運用者： イラン（イラン・イスラム共和国軍、イスラム革命防衛隊）
- 初飛行：2009年

カラール（英語: Karrar、ペルシア語: کرار Karrār キャッラール）は、イランで開発され、2009年に初飛行した無人攻撃機である。
カラールは2010年8月23日、ブーシェフル原子力発電所が試験稼動を開始した翌日に公開された。式典はマレク・アシュタル工科大学で行われ、マフムード・アフマディーネジャード大統領自らカラールを紹介した。
カラールはイランで初めて本格的に量産された長距離用無人航空機である。中東地域の親イラン系シーア派民兵組織に供給されていると見られ、シリア内戦での実戦投入が確認されている。

## 概要
カラールは1970年代にアメリカ合衆国で開発された無人標的曳航機であるMQM-107 ストリーカーをベースに開発されていると考えられる。他の多くの無人攻撃機が長時間の滞空能力（ロイター飛行）を優先するため飛行速度が低速に設計されているのに対し、高速の標的曳航機をベースに開発されたカラールは高速での爆撃が可能な無人機となっている。
イランのメディアが伝えたところによれば、カラールは1,000km (620マイル)の航続距離を持ち、115kg (254 lb)の爆弾2発または227kg (500 lb)の精密誘導爆弾を搭載可能である。また、中国製対艦ミサイルのコピーであるコウサル4発もしくはナスル11発を搭載する事も可能である。
カラールは全長4メートルの機体サイズを持ち、ターボジェットエンジンにより最高で時速900km程度の飛行速度を有する。離陸にはロケットアシスト（RATO)を用い、機体の着陸（回収）にはパラシュートが用いられる。
軍事専門家は、カラールがイラン革命前に輸出されたMQM-107 ストリーカーのコピー生産品ではないかと指摘しているが、デネル・ダイナミクスの報告書によれば、カラールはMQM-107とは類似するものの、いくつかの変更点があることから完全なクローンとは言えない、としている。